# 东昌府
東昌府，明代及清代的府。

东昌府在山东省的位置（1820年）

元朝时，为东昌路，明朝洪武初年，改为东昌府。治所在聊城县，下领三州、十五县：聊城县、堂邑县、博平县、茌平县、莘县、清平县、冠县、临清州（丘县、馆陶县）、高唐州（恩县、夏津县、武城县）、濮州（范县、观城县、朝城县）。
清朝考评：衝，繁。隸濟東泰武臨道。初沿明制，領州三，縣五。雍、乾間，濮州、臨清州直隸，割范、觀城、朝城、夏津、丘。領州一，縣九：聊城縣、堂邑縣、博平縣、茌平縣、清平縣、莘縣、冠縣、館陶縣、高唐州、恩縣。宣統退位，民國建立，全国废府州厅改县，府废。

## 外部連結
[在维基数据编辑]
 《欽定古今圖書集成·方輿彙編·職方典·東昌府部》，出自陈梦雷《古今圖書集成》